# 3-й склад
Посёлок 3-й склада, 3-й склад — посёлок в Кемеровской области России, входит в состав Анжеро-Судженского городского округа. Население 30 человек (2021).

## География
Посёлок расположен в Кузнецкой котловине, в лесной местности, у р. Левые Козлы. Уличная сеть не развита.

## Население
| 1970 | 1979 | 1989 | 2002 | 2010 | 2021 |
| ---- | ---- | ---- | ---- | ---- | ---- |
| 68   | ↘50  | ↘39  | ↗46  | ↘40  | ↘30  |

Национальный и гендерный состав
По данным Всероссийской переписи населения на 2010 год, в посёлке проживало 40 человек (по 20 мужчин и 20 женщин, по 50 % каждая когорта).
Согласно результатам переписи 2002 года, в национальной структуре населения русские составляли 98 % от 46 жителей.

## Транспорт
Дорога от ул. Гайдара пос. 348-го Квартала.